# Friedrich Moritz von Heßler
Friedrich Moritz von Heßler († 12. April 1803) war ein königlich-polnischer und kurfürstlich-sächsischer Hofrat und späterer Landkammerrat sowie Besitzer von Schloss Vitzenburg. Damit war er gleichzeitig auch Gerichtsherr über die Dörfer Liederstädt, Pretitz, Gölbitz und Kleinwangen.

## Leben
Er stammte aus der Klosterhäseler-Linie der Familie von Heßler und war der Sohn des Geheimer Rat und Erbmarschallamtsverweser Johann Moritz von Heßler. Henrietta Margaretha von Heßler geborene von Zaschwitz aus dem Hause Siegelsdorf in Naumburg (Saale) war seine Mutter.
Beim Tod des Vaters war Friedrich Moritz noch unmündig. Erst mit Erreichen des 21. Lebensjahres konnte er in vollem Umfang die Belehnung mit dem Rittergut (Schloss) Vitzenburg entgegennehmen. Wie sein Vater trat er in den Dienst des Wettiner und wurde deren Hofrat.

## Familie
Er heiratete am 1. Juli 1748 Christina Elisabeth (* 1725), die Tochter von Gottfried Anshelm von Lindenau. Die Ehe blieb kinderlos, so dass er 1803 als letzter Vertreter dieser Linie seines Adelsgeschlechts starb.
Sein künstlerisch gestaltetes Grabmal befindet sich im Inneren der Pfarrkirche von Vitzenburg.